# Diocesi di Ircanide
La diocesi di Ircanide (in latino Dioecesis Hyrcanidensis) è sede soppressa del patriarcato di Costantinopoli e una sede titolare della Chiesa cattolica.

## Storia
Ircanide, identificabile con Halipasaköy nell'odierna Turchia, è un'antica sede episcopale della provincia romana della Lidia nella diocesi civile di Asia. Faceva parte del patriarcato di Costantinopoli ed era suffraganea dell'arcidiocesi di Sardi.
La diocesi è documentata nelle Notitiae Episcopatuum del patriarcato di Costantinopoli fino al XII secolo.
Secondo la tradizione greca, primo vescovo di Ircanide sarebbe Asìncrito, menzionato da san Paolo nei saluti finali della lettera ai Romani (16,14).
Sono solo tre i vescovi storicamente documentati di questa antica diocesi. L'8 novembre 448 il patriarca Flaviano convocò il sinodo permanente di Costantinopoli per leggere una lettera del metropolita Fiorenzo di Sardi contro due suoi vescovi suffraganei, Giovanni di Ircanide e Cossinio di Gerocesarea, presenti alla riunione. Tuttavia durante la sessione la discussione si concentrò sull'ortodossia dell'archimandrita Eutiche e la questione relativa a Giovanni e Cossinio fu ben presto dimenticata; lo stesso Giovanni sottoscrisse la condanna di Eutiche. Assente al concilio di Efeso del 449 e a quello di Calcedonia del 451, Giovanni fu tra i firmatari della lettera che i vescovi della Lidia inviarono nel 458 all'imperatore Leone I dopo la morte del patriarca Proterio di Alessandria.
Eustazio partecipò al concilio di Nicea del 787. La sigillografia ha restituito il nome del vescovo Giovanni, il cui sigillo è datato tra XI e XII secolo. Dionisio assistette al concilio riunito a Costantinopoli dal patriarca Luca Crisoberge nel 1157 per giudicare l'elezione del patriarca antiocheno Soterico Panteugeno.
Dal 1933 Ircanide è annoverata tra le sedi vescovili titolari della Chiesa cattolica; il titolo finora non è stato assegnato.

## Cronotassi dei vescovi greci
- Asìncrito †
- Giovanni † (prima del 448 - dopo il 458)
- Eustazio † (menzionato nel 787)
- Giovanni † (XI/XII secolo)
- Dionisio † (menzionato nel 1157)